# بیتا الهیان
بیتا الهیان فیلم‌ساز و بازیگر ایرانی-آمریکایی است که در لس آنجلس زندگی می‌کند. او در آکادمی فیلم نیویورک (NYFA) در رشته فیلمسازی تحصیل کرده است. الهیان به دلیل کارگردانی در حوزه زنان و کودکان و مشکلات آنان در جوامع بین‌المللی، جوایز مختلفی دریافت کرده است. او از اعضای «زنان در فیلم (لس آنجلس)» و «زنان نیویورکی در فیلم و تلویزیون» است.

## حرفه
بیتا الهیان فعالیت هنری خود را به عنوان بازیگر و کارگردان در حوزه تئاتر، در ایران آغاز کرد. او تئاتر جنایات قلب و همچنین نمایشنامه‌ای به نام لابی را کارگردانی کرد که در جشنواره بین‌المللی تئاتر فجر در ایران به نمایش درآمد.
بعدها الهیان از تئاتر به فیلم‌سازی روی آورد. او فیلمی با عنوان هفتمین روز کارگردانی کرد که در بیش از ۲۰ جشنواره فیلم پخش شد.
الهیان به عنوان کارگردان و فیلمساز، برای پیشبرد اهداف حرفه‌ای خود به ایالات متحده مهاجرت کرد. او به عنوان دانشجو در آکادمی فیلم نیویورک، رؤیای زیبا و سرزنش را به عنوان بخشی از دوره‌های آموزشی خود کارگردانی کرد. ویدا آخرین فیلم کوتاه او است که کارگردانی و بازیگری آن را بعهده داشته است.
الهیان جایزه بهترین کارگردانی را از هشتمین جشنواره سراسری تئاتر بانوان برای کارگردانی تئاتر جنایات قلب دریافت نموده است.
او همچنین عضو کمیته داوران جوایز فیلم زمستانی بوده است.

## تأثیرها
الهیان شور و اشتیاق خاصی در مورد توانمندسازی زنان و حمایت از حقوق آنان دارد. به عبارت دیگر کار او متمرکز بر توانمندسازی زنان است. در حال حاضر، این کارگردان عضو "زنان نیویورکی در فیلم و تلویزیون" و "زنان در فیلم (لس آنجلس)" است.

## فیلم‌شناسی

### کوتاه
| سال  | عنوان                        | نقش                                         |
| ---- | ---------------------------- | ------------------------------------------- |
| ۲۰۱۴ | هفتمین روز                   | کارگردان                                    |
| ۲۰۱۵ | تپه‌هایی چون کافه فیل‌های سفید | بازیگر                                      |
| ۲۰۱۶ | رؤیای زیبا                   | کارگردان                                    |
| ۲۰۱۶ | رز قرمز                      | دستیار کارگردان                             |
| ۲۰۱۶ | یک ازدواج ایده‌آل             | بازیگر ، دستیار کارگردان                    |
| ۲۰۱۷ | سرزنش                        | کارگردان، تهیه‌کننده اجرایی، نویسنده         |
| ۲۰۱۸ | ایکس                         | بازیگر                                      |
| ۲۰۱۹ | ویدا                         | بازیگر، کارگردان، تهیه‌کننده اجرایی، نویسنده |

## نمایش‌ها
| سال  | عنوان                 | نقش      |
| ---- | --------------------- | -------- |
| ۲۰۱۱ | لابی                  | کارگردان |
| ۲۰۰۹ | جنایات قلب            | کارگردان |
| ۲۰۱۳ | از بیت‌المقدس تا اریحا | کارگردان |

## جوایز و نامزدی‌ها
- ویدا (فیلم کوتاه)
  - انتخاب رسمی
    1. جشنواره فیلم Valley «لس آنجلس» 2019[۱۷]
    2. جشنواره آگاهی ۲۰۱۹
    3. کراف ۲۰۱۹
    4. جشنواره فیلم Indie & Foreign نیویورک ۲۰۱۹ (برنده: بهترین فیلم کوتاه روایتی دانشجویی)[۲۶]
    5. جشنواره فیلم کوتاه گوا 2019[۲۷]
    6. جشنواره بین‌المللی فیلم ساحل فورت مایرز 2020[۲۸]
    7. جشنواره هفته فیلم سن دیگو 2020[۲۹]
    8. جشنواره فیلم سنسوس ۲۰۲۰
    9. جشنواره بین‌المللی فیلم از طریق چشم زنان 2020[۳۰]
    10. جشنواره مستند بین‌المللی زنان لس آنجلس 2020[۳۱]
    11. جشنواره فیلم زنان 2020[۳۲]
    12. جشنواره نمایشگاه جهان فیلم زن خاورمیانه ۲۰۲۰
    13. جشنواره بین‌المللی فیلم مهاجرت 2020[۳۳]
- سرزنش (فیلم کوتاه)
  - انتخاب رسمی
    1. جشنواره Other Venice Film ونیز ۲۰۱۷
    2. جوایز فیلم سینمایی لس آنجلس ۲۰۱۷ (برنده: افتخاری)[۳۴]
    3. مسابقه فیلم کوتاه وان ریلر ۲۰۱۷
      - (برنده: جایزه تعالی)[۳۵]
      - (برنده: بهترین بازیگر)[۳۶]

    4. مسابقه بهترین فیلم کوتاه[۳۷]
      - (برنده: جایزه شایستگی - فیلمسازان زن (دانشجویی))
      - (برنده: فیلم کوتاه (دانشجویی))

    5. جشنواره فیلم زنان کالیفرنیا ۲۰۱۸ (برنده: مقام سوم جایزه مخاطبان)[۱۱]
    6. جوایز بین‌المللی فیلم 2018[۳۸]
      - (برنده: بهترین کارگردان)
      - (برنده: بهترین فیلم)
      - (برنده: جایزه شایستگی - ویراستار)

    7. جشنواره فیلم مارینا دل ری 2018[۳۹]
    8. جوایز هنر و فیلم هالیوود 2018[۴۰]
    9. جشنواره ۴۸ فیلم کوتاه مستقل 2017[۴۱]
    10. فیلم‌های هنری لاگسینما ۲۰۱۸
    11. جشنواره فیلم یوتا 2018[۴۲]
- رؤیای زیبا (فیلم کوتاه)
  - انتخاب رسمی
    1. جوایز فیلم اسپاتلایت ۲۰۱۶ (برنده: بهترین نمایش کوتاه)[۱۳]
    2. جوایز فیلم لس آنجلس ۲۰۱۷ (برنده: افتخاری: فیلم ایندی)[۴۳]
    3. مسابقه فیلم هالیوود ۲۰۱۷ (برنده: بهترین فیلم درام)
    4. جشنواره فیلم سرگرمی تنها زنان ۲۰۱۷ (برنده: بهترین کارگردان زن)
    5. جشنواره فیلم مایندفیلد «لس آنجلس» ۲۰۱۷ (برنده: بهترین فیلم کوتاه دانشجویی)[۴۴]
    6. فیلم‌های کوتاه برتر ۲۰۱۷ (برنده: بهترین فیلم دانشجویی)[۴۵]
    7. جشنواره فیلم کالر تیپ استرالیا ۲۰۱۷ (برنده: بهترین فیلم کوتاه)[۴۶]
    8. مسابقه جشنواره بین‌المللی فیلم ۲۰۱۷ (برنده: بهترین درام)[۴۷]
    9. جشنواره بین‌المللی فیلم شورت تو د پوینت ۲۰۱۷
    10. جشنواره فیلم مایندفیلد البوکرکی ۲۰۱۷ (برنده: بهترین فیلم کوتاه)[۴۸]
    11. جشنواره بین‌المللی فیلم لیک ویو ۲۰۱۷
    12. جشنواره بین‌المللی فیلم IMA (هند) ۲۰۱۷
    13. جشنواره فیلم سیاره بارسلونا ۲۰۱۷
    14. جشنواره بین‌المللی Aab (AIFF) فیلم 2017[۴۹]
    15. جایزه مستقل اروپا ۲۰۱۷
    16. جوایز فیلم طلایی گادس نایکی ۲۰۱۸
    17. جشنواره سیلوئت ۲۰۱۸ (برنده: نیمه نهایی)
- هفتمین روز (فیلم کوتاه)
  - انتخاب رسمی
    1. چهاردهمین جشنواره فیلم‌های آسیایی چشم سوم ۲۰۱۵
    2. جشنواره بین‌المللی فیلم کلکته ۲۰۱۵
    3. ششمین جشن سینمای ایران ۲۰۱۵
    4. سی و دومین جشنواره بین‌المللی فیلم کوتاه تهران ۲۰۱۵
    5. جشنواره فیلم کوتاه و مستند دایرکت ۲۰۱۵
    6. دوازدهمین جشنواره فیلم کوتاه آکبانک ۲۰۱۶
    7. جشنواره فیلم یاری فارسی ۲۰۱۶
    8. جشنواره بین‌المللی فیلم‌های آی فیلممیکر ۲۰۱۶ "تقدیر ویژه"
    9. شورت تو د پوینت 2017[۵۰]